# Processbarhetsteorin

Kategorisering i nivåer efter processbarhetsteorin för inlärning av svenska som främmande språk.
HS = Huvudsats
BS = Bisats
SVO = Se SVO-språk.

Processbarhetsteorin är en teori och modell för språkinlärning utarbetad av professor Manfred Pienemann vid Newcastle University, som behandlar vilka lingvistiska strukturer som framstår vid inlärningen av språk som inte är ens modersmål. Teorin har använts som en ram av flera forskare från Europa och Australien.